# 阿尔克苏蒙特诺
阿尔克苏蒙特诺（法語：Arc-sous-Montenot，法語發音：[aʁk su mɔ̃tno]）是法国杜省的一个市镇，属于蓬塔利耶区。

## 地理
阿尔克苏蒙特诺（46°54'43"N, 6°0'8"E）面积10.72 平方千米，位于法国勃艮第-弗朗什-孔泰大區杜省，该省份为法国东部内陆省份，北起上索恩省，西接汝拉省，东部及东南部与瑞士接壤，东北部与贝尔福地区省接壤。
与阿尔克苏蒙特诺接壤的市镇（或旧市镇、城区）包括：阿蒙新城、维莱苏沙拉蒙、杜尔农、勒米。

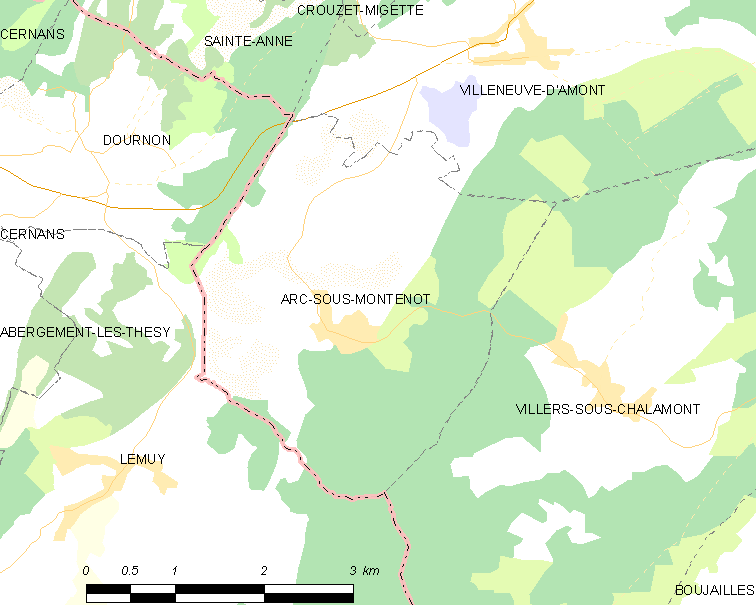
阿尔克苏蒙特诺的OSM定位图

阿尔克苏蒙特诺的时区为UTC+01:00、UTC+02:00（夏令时）。

## 行政
阿尔克苏蒙特诺的邮政编码为25270，INSEE市镇编码为25026。

## 政治
阿尔克苏蒙特诺所属的省级选区为弗拉讷县。

## 人口

1962-2008年间阿尔克苏蒙特诺人口变化图示

阿尔克苏蒙特诺于2022年1月1日时的人口数量为228人。